# Cork United FC
Fordsons FC was een Ierse voetbalclub die werd opgericht in de jaren twintig. De club had zijn naam te danken aan de Fordson tractor en kreeg daarom ook de bijnaam The Tractors.
In 1924 mocht de club in de hoogste klasse spelen en verving daar Midland Athletic. De club onderging enkele naamsveranderingen. Van 1931 tot 1938 speelde de club als Cork FC, deze verandering was nodig omdat Ford zijn handen van de club aftrok en om een naamsverandering vroeg. Van 1938 tot 1939 speelde de club één seizoen als Cork City (niet te verwarren met het huidige Cork City natuurlijk). Van 1939 tot 1948 werd het dan Cork United en van 1948 tot 1957 Cork Athletic. Daarna werd de club uit de League gezet omdat die met financiële problemen te kampen had. Als Cork United was de club het succesvolst en won 5 titels.
Ook tussen 1979 en 1982 speelde er een club onder deze naam. Deze club was voorheen bekend als Cork Albert FC en ging verder als Albert Rovers FC. 

## Erelijst
- Landskampioen
  - 1941, 1942, 1943, 1945, 1946, 1950, 1951
- FAI Cup
  - 1926, 1935, 1942, 1947, 1954

## Eindrangschikkingen
| Seizoen | Plaats | Seizoen | Plaats |
| ------- | ------ | ------- | ------ |
| 1956/57 | 8ste   | 1939/40 | 5de    |
| 1955/56 | 9de    | 1938/39 | 11de   |
| 1954/55 | 5de    | 1937/38 | 11de   |
| 1953/54 | 4de    | 1936/37 | 11de   |
| 1952/53 | 8ste   | 1935/36 | 3de    |
| 1951/52 | 10de   | 1934/35 | 10de   |
| 1950/51 | 1ste   | 1933/34 | 2de    |
| 1949/50 | 1ste   | 1932/33 | 4de    |
| 1948/49 | 9de    | 1931/32 | 2de    |
| 1947/48 | 6de    | 1930/31 | 4de    |
| 1946/47 | 4de    | 1929/30 | 4de    |
| 1945/46 | 1ste   | 1928/29 | 7de    |
| 1944/45 | 1ste   | 1927/28 | 4de    |
| 1943/44 | 5de    | 1926/27 | 4de    |
| 1942/43 | 1ste   | 1925/26 | 3de    |
| 1941/42 | 1ste   | 1924/25 | 4de    |
| 1940/41 | 1ste   |         |        |